# Hammarby IF (futebol feminino)
O Hammarby Fotboll (dam) (anteriormente Hammarby IF DFF ) - vulgarmente conhecido como Hammarby ( PRONÚNCIA) ou popularmente como "Bajen" ( PRONÚNCIA) - é a secção de futebol feminino do Hammarby IF, clube sediado na cidade de Estocolmo, na Suécia.                                       

As cores do clube são o branco e o verde.                                                                                  

Os seus jogos em casa são disputados no Hammarby IP (com capacidade para 3 100 pessoas) ou na Tele2 Arena (com capacidade para 30 000). 

Foi  fundado em 1970. 
Atualmente (2023) disputa o Campeonato Sueco de Futebol Feminino (Damallsvenskan), a primeira divisão de futebol feminino da Suécia.                                

## Títulos e palmarés
Atualizado a 9 de setembro de 2024
O Hammarby IF DFF conquistou vários títulos durante a sua história desportiva:
- Campeonato Sueco de Futebol Feminino (Damallsvenskan) : 2

 1985,  1974,  1977,  1978,  1982,  1983,  1994,  2023
- Copa da Suécia de Futebol Feminino (Svenska cupen i fotboll för damer) : 3

 1994,  1995,  2023
- Segunda Liga Feminina Sueca (Elitettan) : 3

 2014,  2016,  2020

## Elenco
Atualizado a 11 de setembro de 2024

Nota: Bandeiras indicam equipe nacional, conforme definido pelas regras de elegibilidade da FIFA. Os jogadores podem ter mais de uma nacionalidade não-FIFA.
| N.º |           | Posição | Jogadora             |
| --- | --------- | ------- | -------------------- |
| 1   | Finlândia | G       | Anna Tamminen        |
| 28  | Suécia    | G       | Josephine Frigge     |
| 29  | Suécia    | G       | Moa Edrud            |
| 2   | Finlândia | D       | Eva Nyström          |
| 3   | Suécia    | D       | Lotta Ökvist         |
| 5   | Dinamarca | D       | Simone Boye Sørensen |
| 14  | Suécia    | D       | Bella Andersson      |
| 17  | Suécia    | D       | Stina Lennartsson    |
| 18  | Suécia    | D       | Alice Carlsson       |
| 25  | Suécia    | D       | Jonna Andersson      |
| 31  | Suécia    | D       | Smilla Holmberg      |
| 4   | Noruega   | D       | Thea Sørbo           |

| N.º |         | Posição | Jogadora          |
| --- | ------- | ------- | ----------------- |
| 6   | Japão   | M       | Asato Miyagawa    |
| 7   | Noruega | M       | Emilie Joramo     |
| 8   | Suécia  | M       | Ellen Gibson      |
| 10  | Suíça   | M       | Smilla Vallotto   |
| 16  | Japão   | M       | Suzu Amano        |
| 23  | Suécia  | M       | Emma Westin       |
| 41  | Noruega | M       | Julie Blakstad    |
| 9   | Noruega | A       | Anna Jøsendal     |
| 11  | Suécia  | A       | Ellen Wangerheim  |
| 20  | Noruega | A       | Vilde Hasund      |
| 22  | Suécia  | A       | Klara Folkesson   |
| 19  | Noruega | A       | Cathinka Tandberg |

## Jogadoras destacadas
- Jonna Andersson
- Madelen Janogy
- Pia Sundhage
- Kristin Bengtsson